# 独立十字勋章

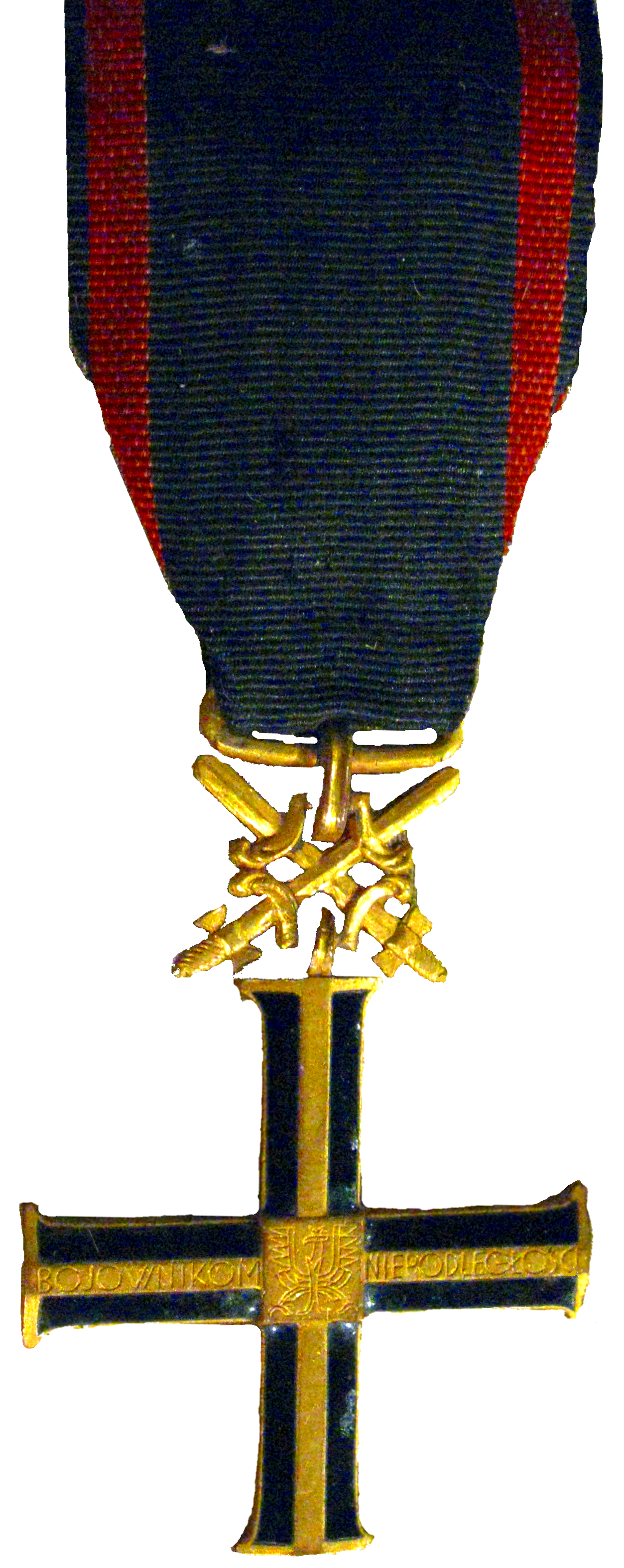
独立十字勋章

独立十字勋章（波蘭語：Krzyż Niepodległości）是波兰在第一次世界大战和第二次世界大战期间設立的第二高军事荣誉。该勋章颁给为波兰的独立而奋战过的个人，共有三个等级。1930年10月29日，波兰总统下达总统令，正式设立独立十字勋章。